# Jules de Montpellier d'Annevoie
L'écuyer Jules de Montpellier d'Annevoie, né à Annevoie-Rouillon (Anhée) le 18 août 1838 et mort à Denée (Anhée) le 23 novembre 1908, est un homme politique belge, membre du Parti catholique.

## Biographie
Jules Augustin Paul Ghislain de Montpellier d'Annevoie, né à Annevoie-Rouillon le 18 août 1838, est le fils de Frédéric de Montpellier, maître de forges et bourgmestre d'Annevoie, et d'Anne Mohimont. Il fait partie de la famille seigneuriale de Montpellier, originaire de la région mosane. Le 14 octobre 1869, Jules de Montpellier épouse à Liège Céline de Donnéa qui lui donne cinq enfants.
Il fait des études secondaires au Collège Notre-Dame de la Paix à Namur avant de faire des études universitaires à Liège et d'en sortir docteur en droit en 1859.
Suivant l'exemple de son père, il se lance dans une carrière politique dans l'association constitutionnelle et conservatrice de Dinant en 1865. En 1872, il est élu conseiller communal d'Annevoie et nommé bourgmestre en remplacement de son père. Il occupe les fonctions mayorales jusqu'en 1884 à Annevoie. Il déménage au château de Denée en 1883 et est élu conseiller communal et échevin à Denée en 1884. Il en devient bourgmestre de 1890 à 1908. Il est élu conseiller provincial de Namur pour le canton de Dinant de 1874 à 1890 étant nommé vice-président du conseil provincial de Namur en 1888. Il quitte ses fonctions provinciales pour devenir membre de la Chambre des représentants de Belgique pour l'arrondissement de Dinant de 1890 à 1900,.
Il décède au château de Denée le 23 novembre 1908 et ses funérailles sont célébrées à l'église de Denée.

## Distinctions belges
- Officier de l'ordre de Léopold.
- Croix civique de 1reclasse.
- Médaille commémorative du règne de Léopold II.

## Sources
- Paul VAN MOLLE, Het Belgisch Parlement, 1894-1972, Antwerpen, 1972.
- Oscar COOMANS DE BRACHÈNE, État présent de la noblesse belge, Annuaire 1994, Brussel, 1994.
- Jean-Luc DE PAEPE & Christiane RAINDORF-GERARD, Le Parlement belge, 1831-1894. Données biographiques, Brussel, 1996.

- Ressource relative à plusieurs domaines :   - ODIS